# Brisa Roché
Brisa Roché (ur. 26 kwietnia 1976 roku w Arcata w stanie Kalifornia) – amerykańska piosenkarka, obecnie przebywająca we Francji. Śpiewa w języku angielskim i francuskim.

## Dyskografia
- The Chase (2005)
- Takes (2007)
- All Right Now (2010)
- The Lightnin 3 (2012)